# 만년석송
만년석송(Dendrolycopodium obscurum)은 희귀한 석송강, 땅의 소나무, 왕자 소나무 등으로 불리는 석송과의 식물이다. 미국의 조지아주부터 미네소타주, 노바스코샤주까지 미국 동부와 캐나다의 남동부가 원산지이다. 온대 침엽수림과 낙엽 활엽수림의 하층에서 자라며, 2차 연속 천이에 관여하며 교란이 발생한 후 몇 년 후에 클론 군체에서 자란다. 일본, 중화민국, 대한민국, 러시아 극동 지역, 중화인민공화국 북동부에서도 발견되었다.

## 설명
만년석송은 포자체가 다양한 침엽수와 표면적으로 유사한 것으로 알려져 있지만, 그러나 지상 부분의 높이는 거의 15cm를 넘지 않는다. 그것의 주요 줄기는 실제로 땅 아래에서 약 6cm가 모두 뿌리 줄기이다. 잎은 미세필로 각각 하나의 정맥만 포함하고 길이가 1cm 미만이며, 두 가지 유형의 미세 엽이 형성되는데, 대부분의 기생 싹을 덮는 녹색 영양엽과 스트로빌리를 형성하고 포자낭을 포함하는 황색 내지 황갈색의 포자엽이 형성된다. 만년석송은 포자를 통해 유성 번식을 하고 뿌리 줄기를 통해 영양적으로 번식한다.

### 구별

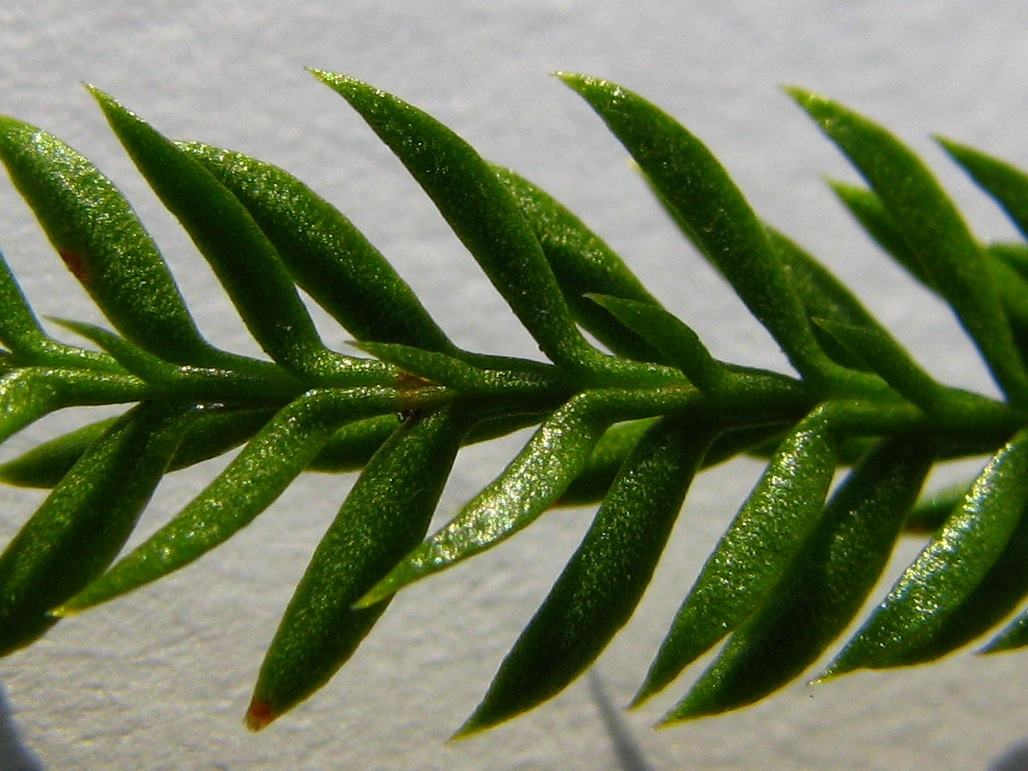
가지를 자세히 찍은 사진.

만년석송의 배우자체는 직경이 평균 1.5cm로 디스크 모양이며, 다른 석송 및 관련 속의 배우자체와 매우 유사하여 배우자체만으로는 식별할 수 없다.
야생에서 만년석송을 구별하는 것은 만년석송이 희귀하고 다른 석송강의 생김새가 비슷해 구별하는 것이 매우 힘들다. 그러나 잎을 관찰하면 육안으로 식별할 수 있으며, 첫 번째 가지 아래에서 만년석송의 미세 필은 축에 단단히 채워져 있는 반면 다른 석송강의 식물의 미세 필은 토양까지 완전히 퍼진다.

### 성장

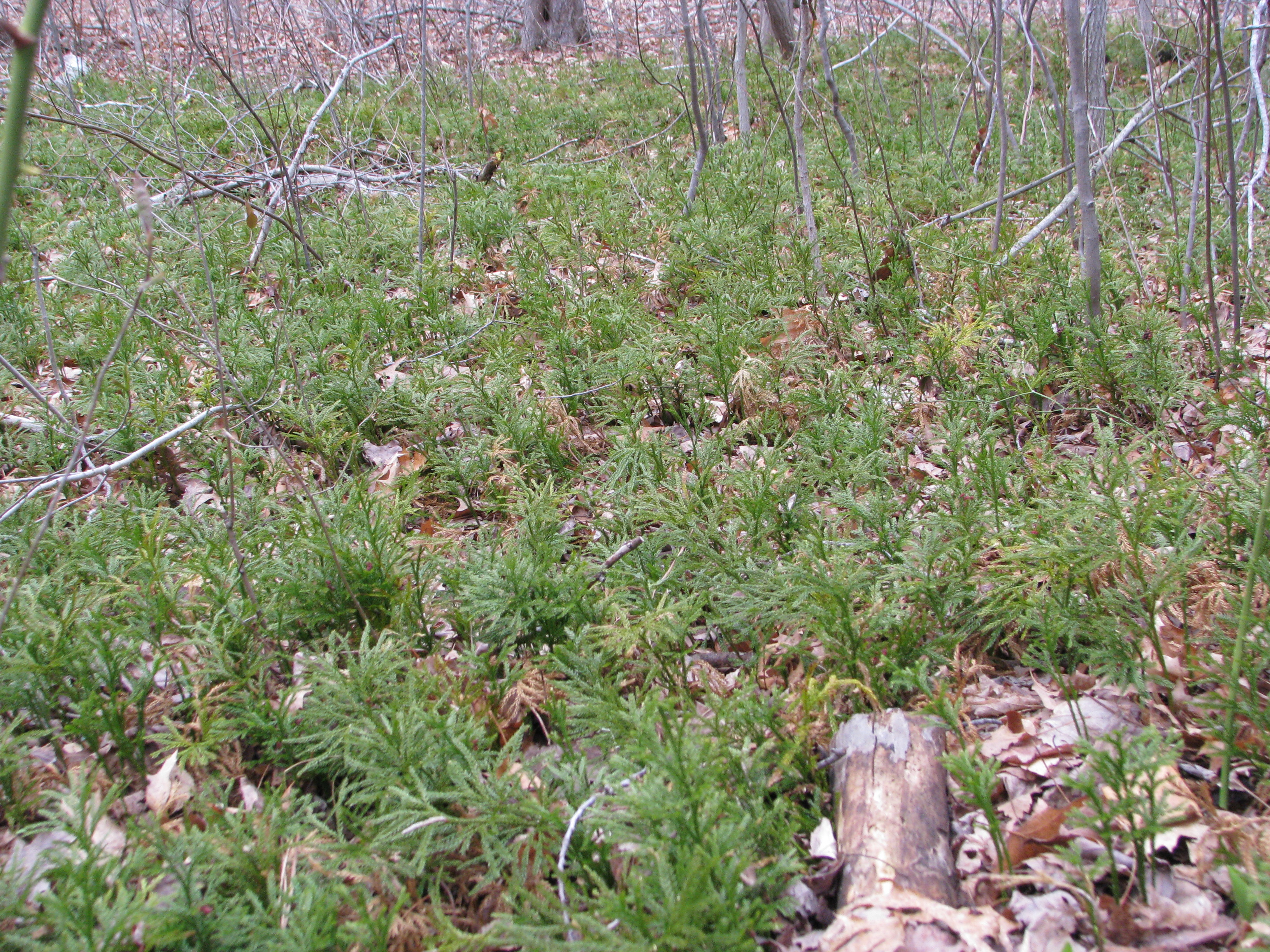

만년석송의 뿌리 줄기는 일반적으로 1년에 단 하나의 직립 싹을 생산하고 한 방향으로 자라며, 성장기가 시작될 때 뿌리 줄기는 몇 센티미터 성장한 다음 90도의 각도로 하나의 가지를 형성하고 매년 면을 번갈아 가며 길이가 밀리미터만 남는다. 그런 다음 몇 센티미터 더 자라다가 다시 같은 면으로 분기하여 공중 촬영을 형성하고, 매년 생산되는 뿌리 줄기는 일반적으로 매우 약하여 다음 번에 죽지만 예비 뿌리 줄기의 정점 역할을 하며 새로운 주 뿌리 줄기가 될 가능성이 있다.
해마다 주근은 한 개의 기경만을 생산하지만, 다수의 주근을 가진 식물의 경우 각각에서 새로운 싹이 생성되며, 새싹의 나이는 나이테가 형성되는 것과 같은 방식으로 겨울마다 성장이 멈추기 때문에 줄기에 압축된 미세 엽록소 층에 해당한다. 새싹 형태는 또한 나이를 추정하는 데 사용할 수 있으며, 첫해의 새싹은 가지가 없고 일반적으로 토양 표면을 관통하지 않는다. 2년차 싹은 급속한 성장을 겪으며 일반적으로 거의 최종 높이에 도달하고 여러 가지 측면 가지 시스템을 형성하며, 분기는 두 번째, 때로는 세 번째 해에만 발생한다. 스트로빌리는 두 번째 성장 해에 일찍 형성될 수 있지만 일반적으로 세 번째 성장 해에 생성되기 시작하며, 스트로빌리 생산은 4년차까지 계속될 수 있으며 싹은 4년차 또는 5년차에 죽는다.

## 분류

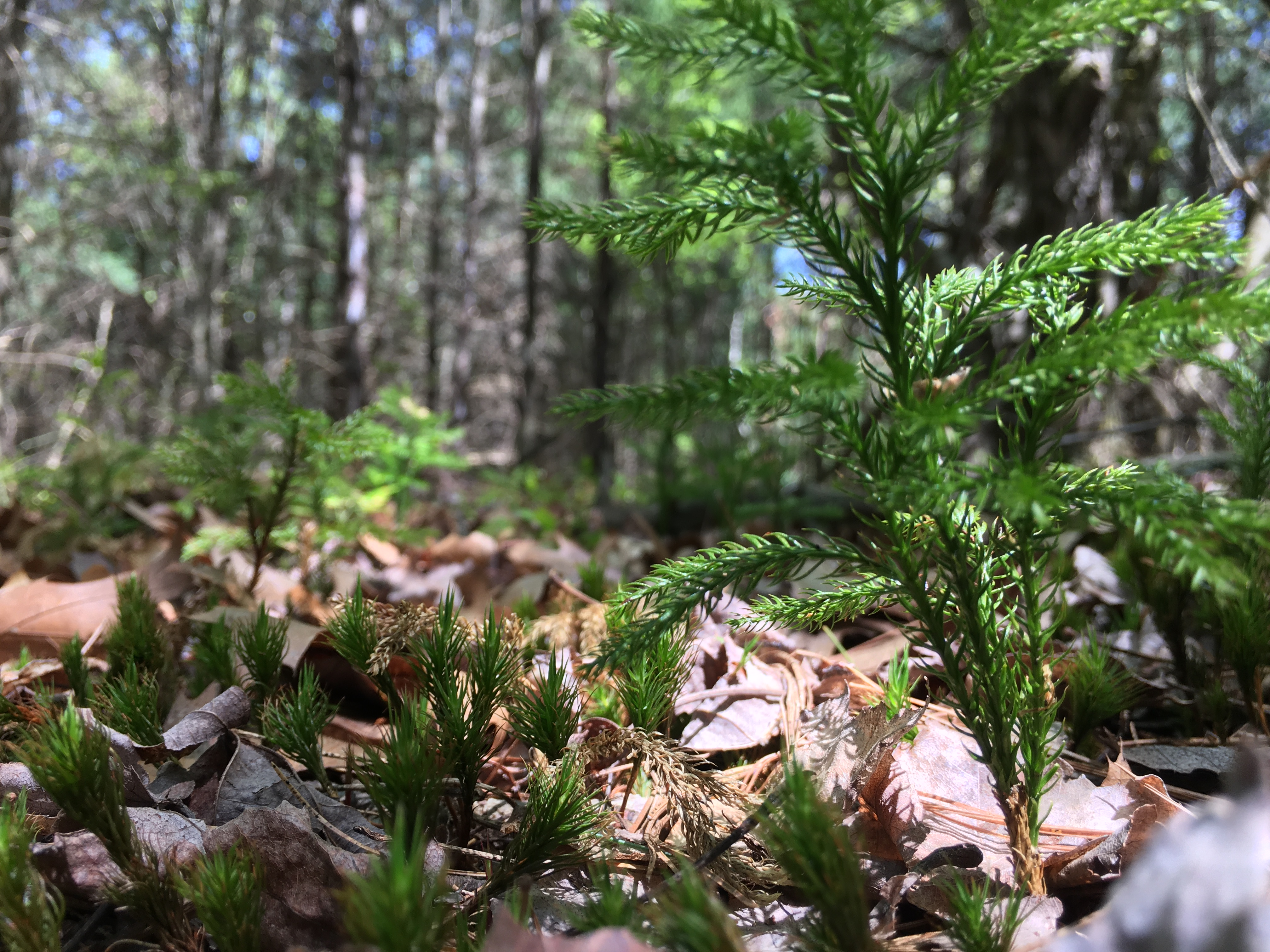

스피룰럼속은 Pteridophyte Phylogeny Group 분류에서 허용되지만, 석송속에 다른 속을 넣는 분류에서는 허용되지 않는다.

## 사용 및 보관
역사적으로 만년석송은 크리스마스 채소로 사용하기 위해 야생에서 수확되었으며, 포자는 섬광 분말로 사용되었다. 만년석송의 계속된 수확으로 인해 여러 지역에서 멸종 위기에 처했고 인디애나주와 뉴욕주는 주법에 의해 보호된다고 선언했다. 합법적으로 수확할 경우에는 가위로 싹을 잘라 뿌리줄기 피해를 최소화하고, 매년 부위를 교체하며 수확하여야 한다. 이렇게 하면 미성숙한 새싹이 수확되지 않고 번식 할 수 있다.